# Frans Blom
Frans Ferdinand Blom (Copenaghen, 9 agosto 1893 – San Cristóbal de Las Casas, 23 giugno 1963) è stato un archeologo ed esploratore danese.
Nacque a Copenaghen da una famiglia di antichi commercianti della classe media. Cominciò a viaggiare, raggiungendo il Messico nel 1919, dove trovò lavoro nell'industria petrolifera come ufficiale pagatore. Viaggiando in luoghi remoti nella giungla messicana, si è interessato alle rovine Maya che ha incontrato dove stava lavorando. Ha iniziato a disegnare e documentare queste rovine. Dopo aver mostrato le sue opere al Museo Nazionale Antropologico messicano, questi finanziò alcune delle sue spedizioni. Conobbe Sylvanus G. Morley, che lo ha portato all'Università di Harvard di Cambridge (Massachusetts). Qui si è laureato in Archeologia.
Ha insegnato all'Università Tulane a New Orleans e durante il suo mandato ha intrapreso diverse spedizioni in Mesoamerica. Nel 1923 i suoi studi a Palenque documentarono una serie di caratteristiche trascurate dai precedenti ricercatori. Nel 1924 Blom scava il sito archeologico Maya di Uaxactún in Guatemala. Dalle sue esplorazioni intorno all'Istmo di Tehuantepec ha scritto alcune delle prime relazioni scientifiche di un certo numero di siti della civiltà Olmeca. Nel 1926 è stato nominato capo del nuovo Dipartimento di ricerche centro-americane di Tulane.
Nel 1932 sì sposò con l'americana Mary Thomas, da cui divorziò sei anni dopo. Blom iniziò ad avere problemi di alcool, cosa che più tardi lo ha obbligato a ritirarsi dall'università. Blom si trasferisce in Messico, dove incontra il fotografo svizzero Gertrude "Trudi" Duby, che ha sposato.
Nel 1950, i Blom acquistarono una grande casa a San Cristóbal de Las Casas. Questa casa è stata soprannominata "Casa Na Bolom",na che significa "casa" nella lingua Maya [Lacandón], e bolom (o b'alum in alcune lingue maya) significa "giaguaro" ed è anche un gioco sul nome di Blom (poiché "Bolom" e variazioni simili erano ancora un cognome Maya abbastanza comune, e alcuni dei Maya supponevano che fosse il vero nome di Blom). I Blom trasformarono la casa in un centro culturale e scientifico con camere per i visitatori, con Gertrude che continuò l'attività per decenni dopo la morte di Frans. La casa oggi funge da museo.
I Blom hanno continuato a intraprendere spedizioni per il governo messicano. Blom morì nel 1963.